# Écurie François Dupré
L'écurie François Dupré est une écurie de chevaux de course participant aux courses hippiques de plat appartenant à l'homme d'affaires François Dupré. Elle fut l'une des écuries les plus importantes en France des années 1950 et 1960.

## Histoire
François Dupré (1888-1966), propriétaire hôtelier (le George V et le Plaza Athénée à Paris, le Ritz à Montréal), achète en 1930 le Haras d'Ouilly, dans le Calvados, et commence à élever des purs-sang. Les aléas de la guerre perturbant ses opérations, il commence à recueillir les fruits de ses investissements lorsqu'il confie ses chevaux, en 1947, à François Mathet, lequel devient le numéro 1 français grâce à lui. Tantième est le premier grand champion de l'écurie, à qui il offre deux Prix de l'Arc de Triomphe coup sur coup en 1950 et 1951 avant de devenir l'un des meilleurs étalons de son temps. La poulinière Relance quant à elle réussit l'exploit extravagant d'engendrer trois grands champions : Reliance (par Tantième), Relko (par Tanerko, un fils de Tantième) et Match II (par Tantième), qui émargent tous trois à des ratings Timeform de 135 et au-delà. Avec ses grands rivaux Marcel Boussac, Jacques Wertheimer, l'Aga Khan ou l'écurie Volterra, l'écurie Dupré anime les courses françaises, remporte les classiques et n'hésite pas à aller cueillir les Anglais chez eux dans ce qui ressemble à un âge d'or des courses françaises.
À la mort de François Dupré, en 1966, son épouse Anna poursuit l'activité de l'écurie jusqu'à sa mort en 1977, date à laquelle son élevage est cédé selon son souhait à l'Aga Khan. Quant au haras d'Ouilly, il est vendu en 1981 à Jean-Luc Lagardère, qui reprend ses couleurs, casaque grise et toque rose.

## Palmarès sélectif
France
- Prix de l'Arc de Triomphe – 2 – Tantième (1950, 1951)
- Prix du Jockey Club – 2 – Reliance (1965), Rheffic (1971)
- Prix de Diane – 2 – Dushka (1958), La Sega (1962)
- Poule d'Essai des Poulains – 2 – Tantième (1950), Relko (1963)
- Poule d'Essai des Pouliches – 5 – Virgule (1954), Solitude (1961), La Sega (1962), Bella Pola (1968), Koblenza (1969)
- Grand Prix de Paris – 4 – Deux-Pour-Cent (1944), Reliance (1965), Danseur (1966), Rheffic (1971)
- Prix de l'Abbaye de Longchamp – 4 – Texana (1957), Fortino (1962), Texanita (1963, 1964)
- Grand Prix de Saint-Cloud – 4 – Tanerko (1957, 1958), Match II (1962), Relko (1964)
- Prix Ganay – 4 – Tantième (1951), Tanerko (1957, 1958), Relko (1964)
- Prix d'Ispahan – 3 – Bel Amour (1948), Ménétrier (1949), La Sega (1962)
- Prix Royal Oak – 3 – Match II (1961), Relko (1963), Reliance (1965)
- Prix Lupin – 3 – Tantième (1950), Tanerko (1956), Midnight Sun (1959)
- Prix Vermeille – 3 – Bella Paola (1958), Golden Girl (1963), Casaque Grise (1967)
- Prix Saint-Alary – 3 – Solitude (1961), La Sega (1962), Tonnera (1966)
- Prix de la Forêt – 3 – Ménétrier (1947), Tantième (1949), Mirna (1963)
- Grand Critérium – 2 – Tantième (1949), Bella Paola (1957)
- Prix Royal-Oak – 1 – Match II (1961)
- Grand Critérium – 1 – Tantième (1949)
- Prix Morny – 1 – Solitude (1960)
- Prix du Moulin de Longchamp – 1 – Mirna (1964)
- Prix du Cadran – 1 – Danseur (1967)

 Royaume-Uni
- Derby d'Epsom – 1 – Relko (1963)
- Oaks – 1 – Bella Paola (1958)
- 1000 Guinées – 1 – Bella Paola (1958)
- Coronation Cup – 2 – Tantième (1951), Relko (1964)
- Champion Stakes – 1 – Bella Paola (1958)
- King George VI & Queen Elizabeth II Diamond Stakes – 1 – Match II (1962)

 Allemagne
- Grosser Preis von Baden – 2 – Prince d'Ouilly (1951), Dushka (1958)

 États-Unis
- Washington, D.C. International – 1 – Match II (1962)